# 1816
- Wikisource

| Calendário gregoriano                                                        | 1816 MDCCCXVI                       |
| Ab urbe condita                                                              | 2569                                |
| Calendário arménio                                                           | 1265 – 1266                         |
| Calendário bahá'í                                                            | -28 – -27                           |
| Calendário budista                                                           | 2360                                |
| Calendário chinês                                                            | 4512 – 4513 Início a 29 de janeiro  |
| Calendário copta                                                             | 1532 – 1533                         |
| Calendário etíope                                                            | 1808 – 1809                         |
| Calendários hindus - Vikram Samvat - Calendário nacional indiano - Cáli Iuga | 1871 – 1872 1737 – 1738 4916 – 4917 |
| Calendário Holoceno                                                          | 11816                               |
| Calendário islâmico                                                          | 1231 – 1232                         |
| Calendário judaico                                                           | 5576 – 5577                         |
| Calendário persa                                                             | 1194 – 1195 Início a 21 de março    |
| Calendário rúnico                                                            | 2066                                |
| Calendário solar tailandês                                                   | 2359                                |

1816 (MDCCCXVI, na numeração romana) foi um ano bissexto do século XIX do actual Calendário Gregoriano, da Era de Cristo, e as suas letras dominicais foram G e F (52 semanas), teve início a uma segunda-feira e terminou a uma terça-feira.
| Ano completo                            |
| --------------------------------------- |
| Ano bissexto com início à segunda-feira |

## Eventos
- Tsultrim Gyatso torna-se no 10º Dalai Lama.
- Nomeação de Francisco António de Araújo e Azevedo no cargo de capitão-general dos Açores, foi o 7º capitão-general.
- Construção da Ermida de Santo António, Calheta, ilha de São Jorge.
- Catástrofes climáticas no Hemisfério Norte tornaram 1816 conhecido como "Ano sem Verão"

### Março
- 26 de março - A Missão Artística Francesa chega ao Brasil.

### Julho
- 9 de julho - Independência da Argentina em relação a Espanha.

### Dezembro
- 11 de dezembro - Indiana torna-se o 19.º estado dos Estados Unidos.

## Nascimentos
- 5 de janeiro - James Brunlees, engenheiro civil inglês (m. 1892).
- 17 de fevereiro - Francisco Adolfo de Varnhagen, militar, diplomata e historiador brasileiro (m. 1878).
- 21 de abril - Charlotte Brontë, escritora e poetisa inglesa (m. 1855)
- 19 de agosto - Augusto Teixeira de Freitas, jurista brasileiro (m. 1883).
- 22 de setembro - Charles Leickert, pintor belga (m. 1907).
- 1 de novembro - António Augusto Teixeira de Vasconcelos, escritor e jornalista português (m. 1878).
- 17 de novembro - August Wilhelm Ambros, compositor e musicólogo austríaco (m. 1876).
- 13 de dezembro - Werner von Siemens, inventor e industrial alemão (m. 1892).

## Mortes
- 20 de Março - Rainha Maria I de Portugal (n. 1734).
- 8 de abril - Santa Júlia Billiart, santa da Igreja católica. (n. 1751).

## Por tema
- 1816 no Brasil
- 1816 na ciência
- 1816 no cinema
- 1816 na literatura
- 1816 na música